# Mai Yamaguchi
Mai Yamaguchi (jap. 山口 舞, Yamaguchi Mai; * 3. Juli 1983 in Shima) ist eine japanische Volleyballspielerin. Sie gewann bei den Olympischen Spielen 2012 die Bronzemedaille.

## Karriere
Yamaguchi begann ihre Karriere an der Osaka International Takii High School. 2002 kam sie zu ihrem heutigen Verein Okayama Seagulls. 2009 debütierte sie in der japanischen Nationalmannschaft, mit der sie bei der Weltmeisterschaft 2010 den dritten Platz erreichte. 2011 wurde die Außenangreiferin mit Japan Zweiter der Asienmeisterschaft. 2012 nahm Yamaguchi an den Olympischen Spielen in London teil und gewann die Bronzemedaille.